# Sejfert
Sejfert – polski herb szlachecki z nobilitacji.

## Opis herbu
Opis herbu z wykorzystaniem zasad blazonowania, zaproponowanych przez Alfreda Znamierowskiego:
W polu orzeł dwugłowy, na którego szyjach trzy laski w pas, barwy nieznane.
Klejnot: nad hełmem bez korony, Tatarzyn od pasa z włócznią w prawicy.

## Najwcześniejsze wzmianki
Nadany Janowi i Krzysztofowi Seyfertom a Vocken, 10 lutego 1531.

## Herbowni
Ponieważ herb Sejfert był herbem własnym, prawo do posługiwania się nim przysługuje tylko jednemu rodowi herbownemu:
Sejfert (Seyfert).